# Muriel Herbert
Pour les articles homonymes, voir Herbert.
Muriel Emily Herbert, née en 1897 à Sheffield et décédée le 1er mai 1984, est une compositrice britannique du début du XXe siècle. Une grande partie de son travail est pour voix solo et piano, avec des arrangements de chansons tirées de textes de poètes anglais et irlandais tels que Thomas Hardy, Robert Herrick, Ben Jonson, James Joyce et William Butler Yeats.

## Biographie

### Jeunesse
Muriel Herbert est née en 1897 à Sheffield et grandit à Liverpool, en Angleterre. Enfant, elle chante et joue de la musique chez elle, car sa mère est directrice de la chorale de l'église. Son frère aîné, Percy, également musicien, l'encourage à étudier la musique, pour laquelle elle a une capacité naturelle.
Elle commence à écrire des chansons pour voix et piano à un jeune âge. Son père meurt en 1909 et la famille Herbert doit lutter contre la pauvreté. Hugh Farrie, journaliste au Liverpool Post, encourage Herbert à devenir pianiste de concert, mais son intérêt préféré est la composition.

### Formation
En 1917, Muriel Herbert reçoit une bourse de Liverpool et fréquente le Royal College of Music de Londres. Elle étudie avec le compositeur irlandais Charles Villiers Stanford et, à la fin de la Première Guerre mondiale, elle reste près de Londres, enseigne à la Wycombe Abbey School pour filles, donne des cours particuliers, donne des récitals et continue à développer ses capacités musicales.
Au début des années 1920, elle rencontre Roger Quilter, qui voit ses œuvres d'un bon œil et les recommande à l'éditeur Augener, qui signe même le contrat comme témoin. Augener publie les chansons Beauty, Cradle Song, Loveliest of Trees, Renouncement et When Death to Each Shall Come en 1923, et Autumn, Most Holy Night et Have you seen but a white lily grow en 1926. Plus tard, Robert Elkin publie quelques-unes des autres chansons artistiques de la compositrice et deux œuvres pour violon et piano (Giboulée et Enchanted April).

### Mariage et Paris
En 1925, après avoir épousé un jeune universitaire français, Emile Delavenay, elle se rend à Paris pour sa lune de miel. Là, le poète Tom McGreevey, ami de son mari, la présente à James Joyce. Herbert joue et chante ses versions des poèmes de Joyce, J'entends une armée charger et Lean out of the window. Plus tard, Joyce lui offre des exemplaires dédicacés de ses recueils de poésie, Chamber Music et Pomes Penyeach, ainsi que la permission de publier ses arrangements de ses textes.

## Carrière
Bien que Muriel Herbert ait reçu un ARCM honorifique du Collège royal et ait donné des émissions occasionnelles de sa musique vocale pour la BBC, une grande partie de sa musique reste rarement jouée. Grâce aux efforts d'un ancien élève, Bill Lloyd, et de la fille d'Herbert, Claire Tomalin, sa musique commence à être jouée et enregistrée. En 2008, James Gilchrist, ténor, Ailish Tynan, soprano, et David Owen Norris, piano enregistrent 36 des chansons d'Herbert avec Linn Records. Ses chansons sont rééditées par BiblioFox Music Publishing.

## Œuvres choisies

### Voix et piano[5]
- Autumn (Walter de la Mare) [1924]
- Beauty (John Masefield)
- Carry on (Cecil Edric Mornington Roberts)
- Children's Song 1: Merry-go-round (Ada Harrison) [1938]
- Children's Song 2: The Gypsies (Ada Harrison) [1938]
- Children's Song 3: The Tadpole (Ada Harrison) [1938]
- Children's Song 4: Jack Spratt (Ada Harrison) [1938]
- Children's Song 5: Acorn and Willow (Ada Harrison) [1938]
- Children's Song 6: The Bunny (Ada Harrison) [1938]
- Contentment (C. L. Lanyon)
- Cradle Song (A.C. Swinburne) [1922]
- David's Lament for Jonathan (Pierre Abelard, trs. Helen Waddell) [1936]
- Faintheart in a Railway Train (Thomas Hardy) [after 1925]
- Have you seen but a white lily grow? (Ben Jonson) [1924, non publié]
- Lips and Jaws (The Days of November) (Ada Harrison) [début 1940]
- Horsemen (Gerald Gould) [1926), non publié
- How beautiful is night (Robert Southey) [1918]
- I cannot lose thee for a day (George Meredith)
- I dare not ask a kiss (Robert Herrick) [non daté]
- I hear an army charging (from Chamber Music) (James Joyce) [1928]
- I think on thee in the night (Thomas K. Hervey) [avant 1917, non publié]
- In the Days of November (Ada Harrison) [1943, non publié]
- Jenny kiss'd me (Leigh Hunt) [1921]
- Jock o' Hazeldean (Sir Walter Scott)
- Jour des Morts (Cimetière Montparnasse) (Charlotte Mew) [1922]
- Lean out of the window (de Chamber Music) (James Joyce) [1928]
- Love's Secret (William Blake) [1928]
- Loveliest of Trees (A.E. Housman) [1923]
- Most Holy Night (Hilaire Belloc) [1924, publié en 1926]
- My lady (C. Hornby)
- New shoes (Doris Caroline Abrahams)
- On a Time (Anon – John Attye's First Book of Airs) [1935]
- On the Road (Anon) [1922 or 1923]
- Renouncement (Alice Meynell) [1923]
- Rose kissed me today (Austin Dobson) [1919]
- She weeps over Rahoon (from Pomes Penyeach) (James Joyce) [1929]
- Sing unto the Lord all the earth (La Bible)
- So by my singing am I comforted (MS. of Benedictbeuern) (de Carmina Burana, trs. Helen Waddell) [1934]
- Song – I cannot lose thee for a day (George Meredith) [1927]
- Stars of the summer night (Henry Wadsworth Longfellow)
- Tewkesbury Road (John Masefield) [1919]
- The Crimson Rose (Enid Clay) [1928]
- The faithless shepherdess
- The Lake Isle of Innisfree (W.B. Yeats) [1928]
- The Lost Nightingale (Alcuin, trs. Helen Waddell) [1938-1939]
- The song of the bullet (Bret Harte)
- To Daffodils (Robert Herrick) [1916]
- Violets (George Meredith) [1927]
- When Death to either shall come (Robert Bridges) [1923]

### Violon et piano
- Giboulée
- Enchanted April